# 广东省非物质文化遗产馆
广东省非物质文化遗产馆（简称“广东省非遗馆”）是中国广东省的文化场馆，位于广州市荔湾区白鹅潭大湾区艺术中心，是艺术中心“三馆合一”的组成部分，于2024年4月开馆。

## 运营机构
广东省非物质文化遗产馆（同时加挂广东省非物质文化遗产保护中心牌子）为广东省文化和旅游厅直属正处级公益一类事业单位。其主要职责任务是执行全省非物质文化遗产保护的规划、计划和工作规范，组织实施全省非物质文化遗产的普查、认定、申报、保护和交流传播工作，承担广东省非物质文化遗产馆运营与管理。

## 建筑
广东省非遗馆位于白鹅潭艺术中心西部，地上建筑5层，建筑面积2.59万平方米，展陈面积1.04万平方米。非遗馆由陈列展示区、公共教育与公众服务区、科学研究区、藏品区等组成。

## 展厅设置

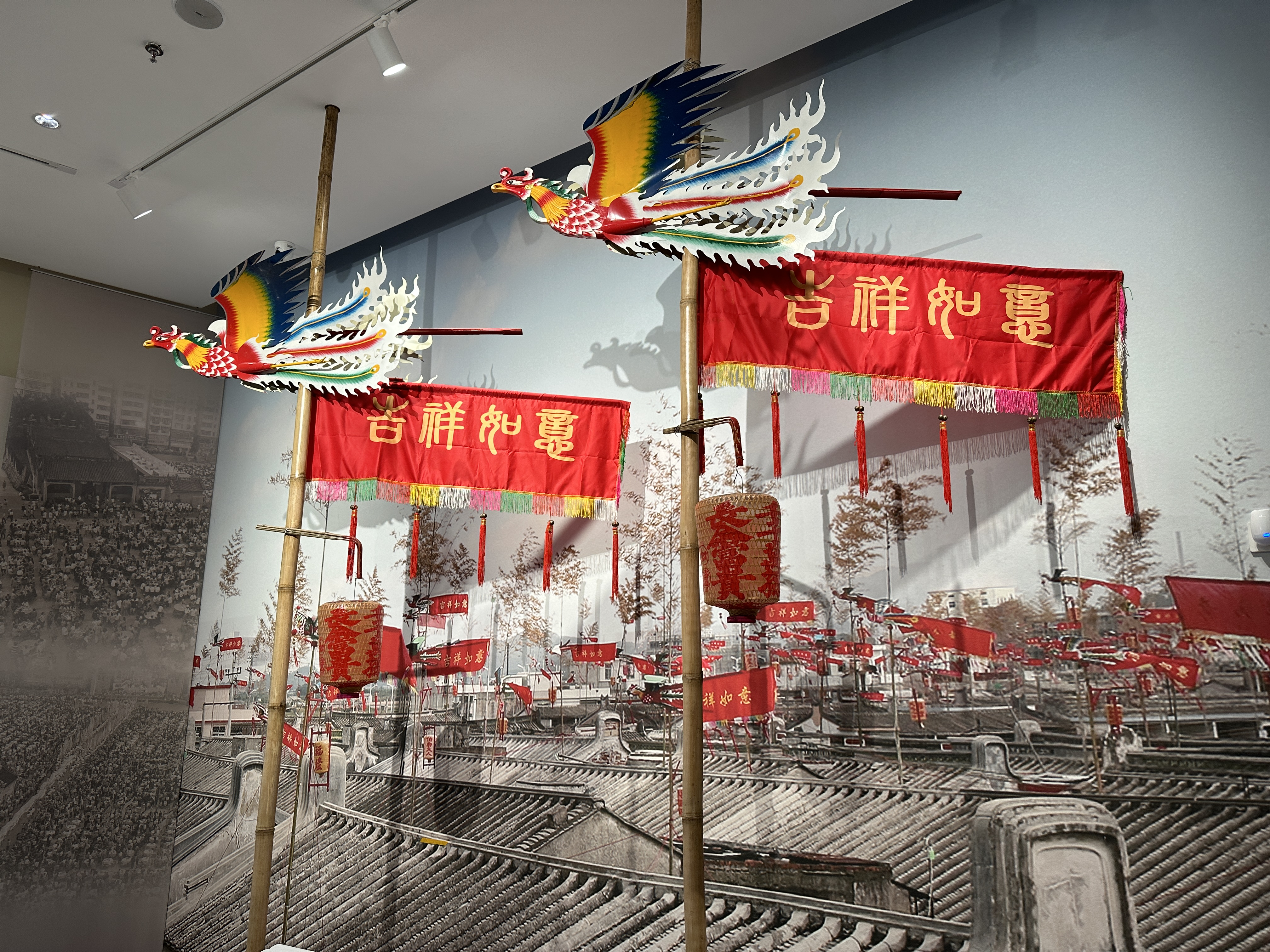
非遗馆展品

非遗馆以“人民非遗、时代新彩”为主题，设置7个基本陈列展厅和1个专题展厅。
- 一层“非遗情缘”展厅：整体介绍粤港澳大湾区非遗状况。
- 二层“山海之间”展厅：展示广东人的生活生产场景和人生礼俗。
- 二层“饮和食德”展厅：展示广东非遗美食及养生实践。
- 三层“臻品厅”展厅：展示具代表性的广东非遗作品。
- 三层“物华锦绣”展厅：展示传统美术及传统技艺项目的精湛技艺及传承情况。
- 四层“南风传韵”展厅：展示传统岭南民间艺术。
- 四层“湾区同心”展厅：展示大湾区共有的传统项目。

## 历史
2010年，广东省发布《广东省建设文化强省规划纲要（2011—2020年）》，当中将广东非物质文化遗产展示中心等项目纳入重点建设项目。2018年9月8日，广东省政府决定将广东非物质文化遗产展示中心与广东当代美术馆和广东文学馆以“三馆合一”模式合并建设，“三馆合一”项目后定名“白鹅潭大湾区艺术中心”。
2024年1月，广东省非物质文化遗产馆（广东省非物质文化遗产保护中心）获批设立。
2024年4月28日，非遗馆随白鹅潭大湾区艺术中心正式启用；5月1日，正式对公众开放。